# Неделя моды в Токио
Японская неделя моды в Токио (англ. Japan Fashion Week in Tokyo) была впервые организована осенью 2005 года. В конце октября – начале ноября, а также в середине марта (то есть сразу после завершения показов коллекций pret-a-porter в Париже) в Токио стартует собственная неделя моды, призванная подчеркнуть особое положение Японии на международной ярмарке стилей. Дефиле модных нарядов проходят, как это принято сегодня в международной практике, в отдельном павильоне, стоящем в Токийском парке. Неизменными участниками этого красочного мероприятия являются всемирно известные японские дизайнеры - Рэй Кавакубо (Rei Kawakubo), Ёдзи Ямамото (Yohji Yamamoto), Казуаки Такасима (Kazuaki Takashima) и другие. Проведение смотра модной одежды свидетельствует о внедрении в производство тканей наукоёмких технологий, которыми так сильна Япония.